# 蘇芮琪
蘇芮琪（英語：Su, Rui Qi，2000年8月20日—），中國女歌手，現為活力時代旗下女團Chic Chili隊長，是隊內領舞及Rapper擔當。曾在2018年參加選秀綜藝節目《創造101》，最終成績第25名。2020年參加《創造營2020》，最終成績為第11名。2021年4月簽約索尼音樂娛樂中國控股為唱片公司。2021年參加韓國Mnet選秀節目《Girls Planet 999》，最終排名為第13名。 2022年2月14宣布將發行日文版的《燎》並在日本出道。

## 經歷
蘇芮琪2015年進入ETM活力時代成為旗下練習生。2017年7月，擔任女子偶像組合ETM OrangE首批小分隊隊長，11月18日發表首支廣告曲《咪估圈圈》。2018年2月26日，她又成為ETM氧氣少女計畫的其中一員，同年4月21日參加騰訊視頻女子偶像團體養成競技類節目「創造101」，最終止步於第25名；8月24日於成都ETM公演星耀秀上宣布跟劉人語組成雙人小分隊出道；9月30日則與劉人語、羅奕佳、張靜萱及吉利組成偶像女團Chic Chili，並在11月19日發行組合先行曲《Chic Chili》；12月2日受邀參加英雄聯盟音樂節暨頒獎典禮，並於在12月11日發行英雄聯盟同人曲《冰雪節》；2019年8月20日舉辦個人生日會並公開原創單曲《在成都》，8月27日音源正式發行上線；同年11月15發行第二支單曲《在蜀中》；2020年2月進入選秀節目「創造營2020」；2021年赴韓參加Mnet女團選秀節目《Girls Planet 999》力拼出道機會。

### 創造101時期
蘇芮琪在第一期導師評級被分配為C班，第二期主題曲評級晉級為B班，第四期首次公演舞台演唱了歌曲《好想大聲說愛你》，第一次順位發布位列第28名，成功晉級55強。第五期被分配至舞蹈組徐夢潔戰隊。第六期公演中表演了以Taylor Swift《Look What You Made Me Do》歌曲改編的木偶舞。第七期二次順位發布,攜手同公司練習生劉人語、羅奕佳，成功晉級36強，成為全場晉級人數最多的團隊。第八期公演中表演原創曲《Shiny》。第九期順位發布為第25名,最終無緣晉級總決賽。

### 創造營2020時期
經過《創造101》兩年後又重回創造營的舞台，並成功進入決賽夜，最終成績11名，最終無緣出道位

### 個人排名
| Girls Planet 999名次                                          |                   |                   |                       |                       |                 |                       |                             |                      |
| EP                                                            | EP01 (主題曲排名) | EP02 (初評級舞台) | EP05 (第一次排名儀式) | EP08 (第二次排名儀式) | EP09 (中間排名) | EP11 (第三次排名儀式) | 決賽前直播 (決賽前速報排名) | EP12 (FINAL)         |
| 全球原始得票數                                                | -                 | -                 | 1,494,945             | 1,832,969             | 未公開          | 872,106               | -                           | -                    |
| 韓國原始得票數                                                | -                 | -                 | 124,836               | 90,167                | 未公開          | 41,872                | -                           | -                    |
| 累積轉換分數 (原始得票數)                                     | -                 | -                 | 2,598,795 (1,619,781) | 2,912,831 (1,923,136) | 未公開          | 1,369,169 (913,978)   | -                           | 552,878 (418,815)    |
| 排名                                                          | C02               | P04 (C02) –       | P06 (C02) (↓2)        | P06 (C02) –           | P07 (C02) (↓1)  | P10 (C03) (↓3)        | P9 (C01) (↑1)               | P13 (C03) (未能成團) |
| *紅色箭頭為排名上升，藍色箭頭為排名下降，綠色箭頭為排名持平。 |                   |                   |                       |                       |                 |                       |                             |                      |

### Cell 排名
| Girls Planet 999 Cell 排名 |            |        |               |      |                     |      |      |
| (어벤저스 Cell)            |            |        |               |      |                     |      |      |
| GROUP                      | 主題曲排名 | 姓名   | 姓名          | 年龄 | 經紀公司            | 排名 | 排名 |
| GROUP                      | 主題曲排名 | 汉字名 | 韓文名        | 年龄 | 經紀公司            | E03  | E05  |
| K                          | K05        | 鄭智贇 | 정지윤        | 24   | 個人練習生          | 3    | 3    |
| C                          | C02        | 蘇芮琪 | 수루이치      | 24   | ETM活力時代         | 3    | 3    |
| J                          | J01        | 江崎光 | 에자키 히카루 | 21   | Avex Artist Academy | 3    | 3    |

## 音樂作品

### 迷你專輯
| #   | 專輯資料 | 曲目                                                                                          |
| 1st | 首張EP 《主場遊戲(DOMAIN)》 - 發行日：2022年11月23日 - 語言：中文、日語 - 唱片公司：索尼音樂娛樂 - 形態：數位專輯、實體專輯 | 1. 絕塵 2. 羅盤 3. 小行星耳語 4. Compass （Japanese Ver.） 5. All About You （Japanese Ver.） |

### 個人單曲
| 年份           | 專輯名稱     | 作品名稱     | 詞/曲                                                                                                   | 備註                           |
| 2018年12月11日 | 冰雪節       | 冰雪節       | 詞:北都/麥克郭 曲:北都/晨陽                                                                             | 英雄聯盟同人曲                 |
| 2019年8月27日  | 在成都       | 在成都       | 詞:蘇芮琪 曲:蘇芮琪﹑阿沁                                                                               | 首支原創單曲                   |
| 2019年11月15日 | 在蜀中       | 在蜀中       | 詞:楊逆鷗﹑Zest小天 曲:楊逆鷗﹑Zest小天                                                                 | 《X未知音樂人計畫》首位女歌手  |
| 2021年7月4日   | 摘星         | 摘星         | 詞:蘇芮琪﹑飯卡 曲:SeaTravel﹑Najwa Tashi                                                               |                                |
| 2021年12月14日 | 燎           | 燎           | 詞:蘇芮琪﹑飯卡、木一 曲:黎子明、Siena、木一                                                            |                                |
| 2022年4月6日   | 燎(日文版)   | 燎(日文版)   | 詞:飯卡、 Willim、 木一、 黎子明、 Siena、 李少璐、 脇坂真由 曲:Willim、 木一、 黎子明、 Siena、 李少璐 |                                |
| 2022年         | 可樂冰淇淋   | 可樂冰淇淋   | 詞:陳嬛、曲:邱彥誠                                                                                      | 電視劇《愛情應該有的樣子》插曲 |
| 2023年9月13日  | 星光為我而來 | 星光為我而來 | 詞:、曲:                                                                                                | 網絡劇《踮起腳尖靠近你》片頭曲 |

### 合作單曲
| 年份          | 專輯名稱 | 作品名稱 | 合作藝人 | 詞/曲                                                             | 備註       |
| 2022年2月18日 | 嘉獎     | 嘉獎     | 鄧典     | 詞: VANCY、非衣/魏路遙 曲: 魏路遙、VANCY、羅佳希/阿沁（飛兒樂團） | 冬奧應援曲 |

### 舞蹈單曲
| 年份   | 作品名稱 | 備註                             |
| 2022年 | 天賦覺醒 | 英雄聯盟手遊2022全球冠軍盃應援舞 |

### Girls Planet 999
| 集數 (EP)    | 歌曲                       | 演出人                                                             | 原唱                                                               | MISSION             |
| EP.2         | 《Snapping》               | 蘇芮琪                                                             | 請夏                                                               | 플래닛 탐색전       |
| EP.4         | 《전야》                   | WE ARE TOP!'Red Moon'                                              | EXO                                                                | CONNECT MISSION     |
| EP.7         | 《인연》                   | 선물                                                               | 이선희                                                             | COMBINATION MISSION |
| EP.10        | 《뱀(Snake) 》             | Medusa (메두사) 金多娟、江崎光、沈小婷、蘇芮琪、符雅凝、文哲、蔡冰 | Medusa (메두사) 金多娟、江崎光、沈小婷、蘇芮琪、符雅凝、文哲、蔡冰 | CREATION MISSION    |
| 999 미션직캠 | 《O.O.O》 (Over.Over.Over) | Girls Planet 999 全員                                              | Girls Planet 999 全員                                              | O.O.O MISSION       |
| EP.12        | 《Shine》                  | Girls Planet 999 決賽成員                                          | Girls Planet 999 決賽成員                                          | COMPLETION MISSION  |

### 團體單曲
| 年份           | 作品名稱               | 詞/曲                                           | 演唱人                                           | 備註                            |
| 2017年11月18日 | 咪咕圈圈               | 詞:曾颺 曲:Park Seong Soo                       | 蘇芮琪 劉人語 羅奕佳 張靜萱 顏可欣 馬興鈺        | 咪咕圈圈社交平台同名主題曲      |
| 2018年1月5日   | Touch the sky          | 詞:曾颺 曲:Park Seong Soo                       | 蘇芮琪 劉人語 羅奕佳 張靜萱 顏可欣 馬興鈺 俞夢   | ETM家族首支單曲                 |
| 2018年7月24日  | 一直一起               | 詞:劉人語/蘇芮琪 曲:Park Seong Soo/Y2H          | 蘇芮琪 劉人語 羅奕佳 張靜萱 王雅凜 顏可欣 馬興鈺 | ETM女孩給粉絲的答謝曲           |
| 2018年8月8日   | 奕跑青春               | 詞:唐冠元 曲:Park Seong Soo/PD Diao/KEER        | 蘇芮琪 劉人語 羅奕佳 張靜萱 王雅凜               | 東風悅達起亞SUV奕跑主題曲       |
| 2018年8月20日  | 夢想時代               | 詞:劉人語 曲:Park Seong Soo/Cimber/mOnSteR NO.9 | 蘇芮琪 劉人語 羅奕佳                             | QQ炫舞系列主題曲                |
| 2018年9月26日  | 發光少女ShinyGirl      | 詞:唐冠元 曲:Park Seong Soo                     | 蘇芮琪 劉人語 李子璇 吳芊盈                      | innisfree悅詩風吟少女精華主體曲 |
| 2018年11月19日 | Chic Chili             | 詞:王雅君 曲:G-high/Choi YK/Nopari              | 蘇芮琪 劉人語 羅奕佳 張靜萱 吉利                 | Chic Chili首支同名單曲          |
| 2018年12月29日 | 冒險藍圖               | 詞:林理惠/杨翰嘉 曲:Wildpig/Hongki-Human        | 蘇芮琪 劉人語 張靜萱 吉利                        | Chic Chili發佈的新年單曲        |
| 2019年6月1日   | 淘氣堡                 | 詞:張暢 曲:Wildpig                              | 蘇芮琪 劉人語 羅奕佳 張靜萱 吉利                 | 兒童節成長單曲                  |
| 2021年7月12日  | O.O.O (Over.Over.Over) | Jung Ho Hyun(e.one), Hwang Hyun                 | 《Girls Planet 999》C-Group                      | 節目主題曲                      |

### 小分隊歌曲
| 年份          | 作品名稱 | 詞/曲                                                      | 演唱人        | 備註         |
| 2019年2月18日 | SAME     | 詞/曲:蘇芮琪 劉人語 RAP:蘇芮琪                             | 蘇芮琪 劉人語 | 兩人原創單曲 |
| 2019年2月18日 | 星辰     | 詞：王雅君 Rap填詞：PD Diao/唐冠元/張暢 曲：Steven Solomon | 蘇芮琪 劉人語 |              |
| 2022年1月21日 | 梦境感应 | 詞：饭卡、黄一峰 曲：Max吕佳洧、Fayse吴国菲                | 蘇芮琪 劉人語 |              |

## 影視作品

### 固定綜藝
| 年份   | 日期               | 電視台   | 節目名稱         | 備註           |
| 2018年 | 04月21日 - 6月23日 | 騰訊視頻 | 創造101          | 最終成績第25名 |
| 2020年 | 3月10日-5月2日     | 騰訊視頻 | 玩遊戲的朋友     |                |
| 2020年 | 5月2日-7月4日      | 騰訊視頻 | 創造營2020       | 最終成績第11名 |
| 2021年 | 8月6日-10月22日    | Mnet     | Girls Planet 999 | 最終排名第13名 |

### 綜藝節目
| 年份   | 日期                                               | 電視台             | 節目名稱         | 備註       |
| 2018年 | 7月17日                                            | 騰訊視頻           | 美食告白記       |            |
| 2018年 | 8月2-8月9日                                        | 騰訊視頻           | 不可思議的媽媽   |            |
| 2018年 | 11月25日、12月30日                                 | 騰訊視頻           | 由你音樂榜樣     | 打歌舞台   |
| 2019年 | 2月26日-3月12日                                    | 騰訊視頻           | 峽谷搞事團第二季 |            |
| 2022年 | 3月14日-4月11日、4月25日 、5月9日、5月23日-5月30日 | 騰訊視頻、湖北衛視 | 現在就告白第五季 | 告白見證團 |
| 2022年 | 9月28日                                            | 騰訊視頻           | 令人心跳的舞台   |            |
| 2022年 | 12月30日                                           | 優酷               | 朝陽打歌中心     | 打歌舞台   |
| 2023年 | 1月6日                                             | 優酷               | 朝陽打歌中心     | 打歌舞台   |

### 團體綜藝
| 年份   | 開播日期    | 參與集數 | 節目名稱                             |
| 2017年 | 6月30日     | 12集     | Hello OrangE 第一季                  |
| 2017年 | 9月16日     | 22集     | Hello OrangE 第二季 酥肉CP的夏日旅行 |
| 2017年 | 12月30日    | 24集     | Hello OrangE 第三季                  |
| 2018年 | 1月4日      | 30集     | 天空練習室                           |
| 2018年 | 4月22日     | 9集      | 氧氣少女的遊戲時間                   |
| 2018年 | 6月5日      | 6集      | 小橘子其樂無窮 番外篇                |
| 2018年 | 7月4 - 28日 | 4集      | 伊特姆聊天室 FM103                   |
| 2018年 | 8月11日     | 9集      | Hello OrangE 第四季                  |
| 2018年 | 10月13日    | 12集     | 西可西麗 GAMES（CCGames）            |
| 2019年 | 12月8日     | 10集     | 西可西麗旅行記                       |
| 2019年 | 3月16日     | 20集     | 西可西麗旅行記第二季                 |
| 2019年 | 8月10日     | 24集     | CC's Diary                           |
| 2019年 | 8月6日      | 24集     | 天空練習室                           |
| 2019年 | 8月5日      | 12集     | 天空情報站                           |

### 大型晚會/文藝活動
| 播出年份 | 播出日期 | 播出平台           | 節目名稱                         | 表演歌曲                                   | 備註                                                         |
| 2020年   | 6月17日  | 東方衛視           | 《苏宁易購618超级秀》            | 《你最最最重要》                           | 與 希林娜依·高、趙粵、張藝凡、劉些寧、王藝瑾、徐藝洋、鄭乃馨 |
| 2020年   | 8月8日   | 湖南衛視、芒果TV   | 《2020青春芒果城》               | 《在蜀中》、《在成都》                     |                                                              |
| 2022年   | 1月30日  | 重慶衛視、四川衛視 | 《2022川渝春節聯歡晚會》         | 《歡樂幸福年》之《拱手拜拜》               | 與 馮提莫、鄧超元、左其鉑、阿達娃、李子溪、高毅磊、昊昊HOHO  |
| 2022年   | 9月15日  | CCTV-15            | 《樂享匯》                       | 《孤勇者》                                 |                                                              |
| 2022年   | 9月22日  | CCTV-15            | 《樂享匯－星河有光》             | 《夢裡花》、《逆戰》                       |                                                              |
| 2022年   | 11月14日 | CCTV-15            | 《樂享匯－新的唱響·演唱會》      | 《燎》                                     |                                                              |
| 2023年   | 1月14日  | CCTV-1             | 《中央廣播電視總台2023網絡春晚》 | 《我的家鄉最閃耀3.0》                      | 與 肖順堯、劉也、許佳琪、李嘉琦                              |
| 2023年   | 1月20日  | 重慶衛視、四川衛視 | 《2023川渝春節聯歡晚會》         | 《歡樂幸福年》之《拱手拜拜》、《相親相愛》 | 與 W8VES阿達娃、段小薇、INTO1林墨、劉人語、孫亦航、吳海      |
| 2023年   | 4月1日   | CCTV-15            | 《全球中文音乐榜上榜》           | 《羅盤》                                   |                                                              |

## 廣告代言/推廣
| 年份   | 品牌               | 頭銜/備註          |
| 2018年 | 東風悅達起亞汽車   | [ 16 ]             |
| 2018年 | QQ炫舞手遊         | [ 17 ]             |
| 2018年 | innisfree悅詩風吟  | [ 18 ]             |
| 2022年 | 英雄聯盟手遊       | S12星推官          |
| 2022年 | 去哪兒網           | 嗨玩兒發起人       |
| 2022年 | 三江源冰川守護大使 |                    |
| 2022年 | 中國扶貧基金會     | 百美村莊公益宣傳員 |
| 2023年 | GUESS              | 大中華區品牌摯友   |

## 獎項
| 年份   | 頒獎典禮                 | 獎項               | 結果 | 備註             |
| 2021年 | Girls Planet 999         | 超人氣獎           | 獲獎 | 節目選手投票     |
| 2023年 | 第37屆日本金唱片大獎2023 | 年度國際新人獎     | 獲獎 | 日本兩項音樂大獎 |
| 2023年 | 第37屆日本金唱片大獎2023 | 三大最佳國際信任獎 | 獲獎 | 日本兩項音樂大獎 |

## 外部連結
- 蘇芮琪的新浪微博
- 蘇芮琪的Instagram帳戶
- 蘇芮琪的哔哩哔哩个人空间
- 苏芮琪的抖音账号
- 苏芮琪的小红书账号
- ETM氧气少女的新浪微博 - 團體官方網站